# Мозговой, Василий Федотович
Василий Федотович Мозговой (род. 2 февраля 1929, Данина, Нежинский округ) — советский шахтёр, машинист угольного комбайна, бригадир комплексной бригады шахты имени К. Румянцева треста «Калининуголь» комбината «Артёмуголь» Донецкой области. Герой Социалистического Труда (1966). Депутат Верховного Совета СССР 7—8-го созывов (1966—1974).

## Биография
Родился 2 февраля 1929 года в деревне Данина (ныне Нежинского района Черниговской области) в крестьянской семье.
Образование неполное среднее. Трудовую деятельность начал в 1945 году колхозником в колхозе Черниговской области. В 1949 году окончил школу фабрично-заводского обучения на Донбассе.
В 1949—1951 годах — проходчик шахты треста «Краснолучуголь» Ворошиловградской области.
В 1951—1960 годах — отбойщик, в 1960—1964 годах — машинист угольного комбайна, с 1964 года — бригадир комплексной бригады механизаторов шахты имени К. Румянцева треста «Калининуголь» комбината «Артёмуголь» города Горловка Донецкой области. Достиг значительных успехов в выполнении и перевыполнении производственных планов, взятых социалистических обязательств. Бригада шахтеров, возглавляемая Мозговым, выступила инициатором социалистического соревнования за широкое внедрение и освоение новой техники на крутопадающих угольных пластах.
Член КПСС с 1961 года. Делегат XXIV съезда КПСС, XXIII и XXV съездов Коммунистической партии Украины.
Потом на пенсии в городе Горловка Донецкой области.

## Награды
- Герой Социалистического Труда (29.06.1966);
- Орден Ленина (29.06.1966);
- Орден Октябрьской Революции;
- медали;
- Знак «Шахтёрская слава» 1—3 степеней;
- Заслуженный шахтёр Украинской ССР.